# Missy Peregrym
Melissa Peregrym (Montreal; 16 de junio de 1982), más conocida como Missy Peregrym, es una actriz canadiense.

## Biografía
Peregrym, al igual que sus dos hermanas, nació en Montreal, hija de un ministro y de una ama de casa. A pesar de haber nacido en Montreal vivió la mayor parte de su infancia y adolescencia en Surrey, Columbia Británica, donde asistió a la Escuela Secundaria Fleetwood Park. Missy se describe en su adolescencia como una marimacha. Mientras crecía cuidaba a los niños de los vecinos, y estuvo muy involucrada en los deportes de secundaria como el fútbol, hockey sobre césped, snowboard, baloncesto y deportes al aire libre en las montañas de Vancouver.
Salió con el jugador Ben Roethlisberger de los Pittsburgh Steelers mientras vivía en Estados Unidos. Residió en Los Ángeles, pero en 2009 se mudó a Toronto para filmar el drama policial Rookie Blue.
Peregrym actualmente vive en Surrey. Es bilingüe, ya que habla inglés y francés.

## Carrera
Peregrym empezó su carrera de modelo a los 18 años, apareciendo en anuncios publicitarios para Mercedes-Benz, Sprint Canada, y para los Juegos Olímpicos. Hizo su debut como actriz en 2002 en un episodio de la serie de televisión Dark Angel y pasó varios años apareciendo en papeles de televisión, incluyendo episodios del Show de Chris Isaak, Black Shash, Jake 2.0, Smallville, Tru Calling, Life As We Know It, Andrómeda, Héroes, Reaper y en la película para televisión Call Me: the Rise and Fall of Heidi Fleiss.
Después de un papel no acreditado en 2004 en Catwoman, Peregrym hizo su debut en el cine con su primer papel en 2006 en Stick It, sobre una adolescente rebelde obligada a regresar a su vida anterior de gimnasta.
Luego, participó como uno de los personajes principales en la serie televisiva Rookie Blue. En 2014 protagonizó la película canadiense En el bosque sobrevive interpretando a Jenn. Entre 2017 y 2018 interpretó a Scarlett Harker en la serie de televisión canadiense Van Helsing.
Desde 2018 protagoniza la serie FBI interpretando a la agente especial Maggie Bell.

## Vida personal

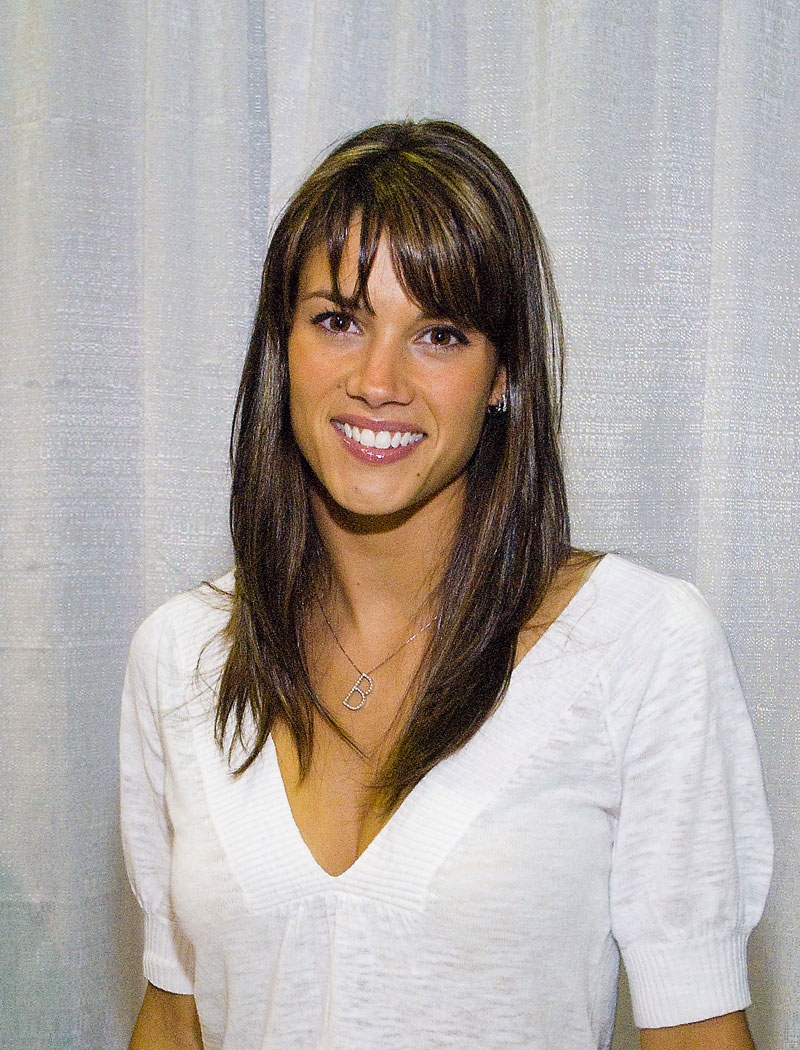
Missy Peregrym, 28 de junio de 2008, Convención de Cómics Wizard World, foto por Adam Bielawski

Peregrym se casó con el actor estadounidense Zachary Levi en junio de 2014. Peregrym le pidió el divorcio en abril de 2015. La fecha de separación fue indicada en los papeles del juicio como el 3 de diciembre de 2014.
Peregrym se casó con el actor australiano Tom Oakley en Los Ángeles el 30 de diciembre de 2018. En octubre de 2019 Peregrym anunció su primer embarazo. Su hijo, Otis Paradis Oakley, nació el 21 de marzo de 2020. En febrero de 2022 anunció su segundo embarazo. Su hija, Mela Joséphine Oakley, nació el 6 de junio de 2022.

## Filmografía

### Cine
| Año  | Película            | Papel               | Notas         |
| ---- | ------------------- | ------------------- | ------------- |
| 2004 | Catwoman            | Modelo de Beau-Line | Sin acreditar |
| 2006 | Stick It            | Haley Graham        |               |
| 2007 | Wide Awake          | Casey Wade          | Cortometraje  |
| 2011 | Something Red       | Amy                 | Cortometraje  |
| 2012 | Cybergeddon         | Chloe               |               |
| 2013 | The Proposal        | Sara                | Cortometraje  |
| 2014 | Backcountry         | Jenn                |               |
| 2017 | Pyewacket           |                     | Voz           |
| 2024 | Out Come the Wolves | Sophie              |               |

### Televisión
| Año           | Título                                     | Papel                         | Notas                                                         |
| ------------- | ------------------------------------------ | ----------------------------- | ------------------------------------------------------------- |
| 2002          | Dark Angel                                 | Hottie Blood                  | Episodio: "Love in Vein"                                      |
| 2002          | The Chris Isaak Show                       | Julia                         | Episodio: "Gimme Shelter"                                     |
| 2003          | Black Sash                                 | Tory Stratton                 | Elenco principal                                              |
| 2003          | Jake 2.0                                   | Chica                         | Episodio: "Jerry 2.0"                                         |
| 2003          | Tru Calling                                | Gina                          | Episodio: "Putting Out Fires"                                 |
| 2004          | Smallville                                 | Molly Griggs                  | Episodio: "Delete"                                            |
| 2004          | Andrómeda                                  | Lissett                       | Episodio: "The Time Out of Mind"                              |
| 2004          | Call Me: The Rise and Fall of Heidi Fleiss | Tina                          | Película de televisión                                        |
| 2004          | Life As We Know It                         | Jackie Bradford               | Elenco principal                                              |
| 2006          | Smallville: Vengeance Chronicles           | Molly Griggs                  | 3 episodios                                                   |
| 2007          | Héroes                                     | Candice Wilmer                | Papel recurrente                                              |
| 2007-2009     | Reaper                                     | Andi Prendergast              | Elenco principal                                              |
| 2010-2015     | Rookie Blue                                | Andrea "Andy" McNally         | Elenco principal                                              |
| 2012          | Cybergeddon                                | Chloe Jocelyn                 | 9 episodios                                                   |
| 2012          | Cybergeddon Zips                           | Chloe Jocelyn                 | Episodio: "Chloe"                                             |
| 2016          | Motive                                     | Jessica Wilson                | Episodio: "In Plain Sight"                                    |
| 2016          | Hawaii Five-0                              | Bridget Williams              | Episodio: "Ka Luhi"                                           |
| 2017          | Law & Order: Special Victims Unit          | Zoey White                    | Episodio: "Net Worth"                                         |
| 2017          | Saving Hope                                | Layla Rowland                 | Episodios: "We Need to Talk About Charlie Harris" & "Fix You" |
| 2017          | The Night Shift                            | Teniente Reagan               | Episodio: "Resurgence"                                        |
| 2017          | Ten Days in the Valley                     | Jamie                         | Episodios: "Day 4: Below the Line" & "Day 5: Back to Ones"    |
| 2010-2015     | Van Helsing                                | Scarlett Van Helsing (Harker) | Papel recurrente (Temporadas 2-3)                             |
| 2018-presente | FBI                                        | Agente Especial Maggie Bell   | Elenco principal                                              |
| 2021-2023     | FBI: Most Wanted                           | Agente Especial Maggie Bell   | 2 episodios                                                   |
| 2021          | FBI: International                         | Agente Especial Maggie Bell   | 1 episodio                                                    |